# 孟飛
孟飛（1951年5月25日—），本名楊安邦，生於山東，香港男演員，其後轉移至台灣、中國大陸等地發展。

## 生平
孟飛1951年出生于山东，自幼在上海跟随叔父习武。15歲那年，孟飛與同好一起跑到了廣州。然後在1970年再一塊偷渡到香港（據當事人称最后游泳10个小时到港），途中有人因體力不支而放棄，只剩他與關聰到達目的地。到2020年时，孟飛庆祝七十大寿时，關聰仍是孟飛“演藝圈數十年老友”之一。
1971年左右，邵氏兄弟招募演员，孟飛从千名应征者中脱颖而出，但在邵氏发展并不出色，主要是邵氏明星太多了，出頭的機會不大。1972年凭非邵氏电影《方世玉》而走红，陆续拍了30多部功夫片。曾到菲律宾发展演艺事业，最后定居台湾并接拍多部电视连续剧。除《方世玉》外，《七巧凤凰碧玉刀》、《神刀流星拳》、《新月传奇》、《侠影留香》皆為孟飛代表作品。
1990年代，孟飛淡出演藝圈從商后，曾担任蓮華經典國際及紅采生物科技副董事長，研發一系列麥飯石的保養品、日用品及健康食品。2011年1月20日，孟飛、關聰、張琍敏等50余人组成世界台湾商会联合总会劳军团到金门勞軍。当天，他们与葉蔻等人参加金门县文化局演艺厅举办的军民联欢晚会演出。2014年7月21日，台灣名嘴許聖梅在三立新聞台談話性節目《54新觀點》大談中華明星公益體育協會與天道盟已故精神領袖鄭仁治的關聯。7月30日，時任中華明星公益體育協會會長的孟飛率領眾多資深藝人於台北市議會召開記者會，批評「名嘴比流氓還流氓，殺人不用刀，出張嘴就好了」。
2010年代，孟飛又重新出演影视剧。2020年，他与儿子孟翔共同出演網路劇《頭等艙的情人》。

## 个人生活
孟飛父母情况不详。中時新聞網提及，2019年10月，孟飛受伤时“打電話請教曾是廣州某醫院院長退休的爸爸意見”。
1984年，孟飛與潘迎紫合拍中視連續劇《神鵰俠侶》。1985年，又與潘迎紫合作拍攝中視連續劇《神州俠侶》，當時被認為與潘迎紫是「螢幕情侶」。两人是多年好友。1984年後，孟飛與仍是秀場藝人的陳美鳳交往，但交往三年後即分手。
孟飛有三段婚姻，第一任妻子生有两子，第二子孟翔。第二任妻子是菲律宾人，生有一子。孟飛與现任妻子羅月伶育有两子杨竣翔、杨竣伍，孟飛与他们定居台湾，很少回香港。

## 演出作品

### 電影
| 年代   | 电影                                                 | 角色                                               | 備註                                                   |
| ------ | ---------------------------------------------------- | -------------------------------------------------- | ------------------------------------------------------ |
| 1972年 | 《小拳王》                                           |                                                    | 第一部電影作品。                                       |
| 1972年 | 《方世玉》                                           |                                                    | 倉田保昭等合演成名作。                                 |
| 1973年 | 《小老虎》                                           |                                                    | 第一部與午馬合作。                                     |
| 1974年 | 《出乎意料》                                         |                                                    |                                                        |
| 1974年 | 《神探小旋風》                                       |                                                    |                                                        |
| 1974年 | 《少林五祖》                                         |                                                    | 與姜大衛、狄龍、傅聲、戚冠軍合演。唯一一部邵氏电影。   |
| 1975年 | 《昨夜星辰昨夜風》                                   |                                                    |                                                        |
| 1975年 | 《十八羅漢陣》                                       |                                                    |                                                        |
| 1976年 | 《海魔》 （別名金刀斬怪魔）                          | 金刀王子                                           |                                                        |
| 1976年 | 《英雄血》 （別名少年豪傑） （別名唐山阿弟）         |                                                    |                                                        |
| 1976年 | 《傳奇方世玉》 （別名旋風方世玉）                    |                                                    | 與譚道良師父首度合作。後來又一起合作了多部方世玉電影。 |
| 1977年 | 《方世玉大破梅花樁》 （別名梅花樁）                  |                                                    | 與譚道良合演。                                         |
| 1977年 | 《越南大逃亡》                                       |                                                    |                                                        |
| 1977年 | 《猛龍壁虎小拳王》                                   |                                                    | 與譚道良合演。                                         |
| 1977年 | 《神刀流星拳》                                       |                                                    |                                                        |
| 1977年 | 《糊塗三俠客》 （別名糊塗俠女）                      |                                                    | 與陶大偉首度合演。                                     |
| 1977年 | 《神拳腿霸追魂手》                                   |                                                    | 與譚道良、柯受良合演。                                 |
| 1977年 | 《刀魂》                                             |                                                    | 改編自古龍小說浣花洗劍錄。                             |
| 1978年 | 《忠烈精武門》                                       | 刑警                                               |                                                        |
| 1978年 | 《關東五大俠》 （別名大狂犬） （別名人瘋獸狂大決鬥） |                                                    |                                                        |
| 1978年 | 《蛇鹤丹心震九洲》                                   |                                                    | 此片同樣引起大家廣泛地參與功夫熱潮。                   |
| 1978年 | 《百戰保山河》                                       | 陸文龍                                             |                                                        |
| 1978年 | 《洪熙官，方世玉，陸阿采》                           | 方世玉                                             | 與劉忠良、茅瑛、金剛合演，再度飾演方世玉。             |
| 1978年 | 《身形拳法與步法》                                   |                                                    | 本片為冠軍影業創業作品。                               |
| 1978年 | 《劍氣神龍》                                         | 李冰霜                                             |                                                        |
| 1978年 | 《大喇嘛》                                           |                                                    |                                                        |
| 1978年 | 《十二生肖大戰十二星座》                             | 龍                                                 |                                                        |
| 1979年 | 《天下無敵》 （別名武林第一劍）                      | 熊剛                                               |                                                        |
| 1979年 | 《鐵拳》 （別名拳中劍）                              | 丁一郎                                             |                                                        |
| 1979年 | 《七巧鳳凰碧玉刀》                                   |                                                    | 改編自古龍小說七種武器之碧玉刀，與夏玲玲領銜主演。     |
| 1979年 | 《戚繼光》                                           | 戚印                                               | 與柯俊雄、董瑋合演。                                   |
| 1979年 | 《白馬素車勾魂幡》                                   | 白馬                                               | 與王道、龍君兒、宗華合演。                             |
| 1980年 | 《俠影留香》                                         | 原帥                                               | 非古龍作品改編，屬原創片。                             |
| 1980年 | 《桃花傳奇》                                         | 大笑將軍李笑(借用古龍別作七星龍王主角名)，即楚留香 | 改編自古龍楚留香新傳系列同名原著。                     |
| 1980年 | 《劍氣滿天花滿樓》                                   | 陸小楓(即陸小鳳)                                   | 改編自古龍陸小鳳系列大金鵬王。                         |
| 1980年 | 《碧血洗銀槍 (電影)碧血洗銀槍》                      | 客串沈紅葉                                         |                                                        |
| 1980年 | 《醉八仙拳》 （別名糊塗俠客醉八仙）                  | 莊風                                               |                                                        |
| 1980年 | 《武當十八奇》 （別名石人關十八奇）                  |                                                    | 與張詠詠、汪強、燕南希、龍冠武合演。                   |
| 1980年 | 《新月傳奇》                                         | 楚留香                                             | 改編自古龍小說楚留香新傳。                             |
| 1981年 | 《御劍伏魔》                                         | 夏劍虹                                             |                                                        |
| 1981年 | 《一鳳東飛九萬里》                                   |                                                    | 改編自陸小鳳鳳舞九天。                                 |
| 1981年 | 《九月鷹飛》 （又名：東海玉簫朝日紅）                |                                                    |                                                        |
| 1982年 | 《彈指神功》                                         |                                                    | 取材自楚留香之原創故事。                               |
| 1982年 | 《一劍刺向太陽》                                     |                                                    | 改編自飛刀，又見飛刀。                                 |
| 1984年 | 《神鵰英雄》                                         |                                                    | 改編自蕭十一郎。                                       |
| 1993年 | 《楚留香後傳之西門無恨》                             |                                                    | 原創故事。                                             |
| 1993年 | 《陸小鳳傳奇之鳳舞九天》 （又名：決戰宮九）          |                                                    |                                                        |
| 2013年 | 《港都》                                             |                                                    |                                                        |

### 電視劇（台灣）
| 年代   | 頻道   | 電視劇                             | 角色                             |
| ------ | ------ | ---------------------------------- | -------------------------------- |
|        | 三立   | 西門無恨                           |                                  |
| 1984年 | 中視   | 神鵰俠侶                           | 楊過                             |
| 1985年 | 中視   | 神州俠侶                           | 白雲飛                           |
| 1986年 | 中視   | 大旗英雄傳                         | 鐵中棠                           |
| 1986年 | 中視   | 武林外史                           | 沈浪                             |
| 1987年 | 中視   | 靈山神箭                           | 羅人孝                           |
| 1991年 | 台視   | 雪山飛狐                           | 胡斐/胡一刀                      |
| 1998年 | 華視   | 施公奇案-祥龍脫困                  | 福全                             |
| 1999年 | 華視   | 土地公傳奇-俠義柔情                | 段玉                             |
| 1999年 | 台視   | 雍正大帝（又名：雍正 小蝶 年羹堯） | 康熙皇帝（與庹宗華、涂善妮合演） |
|        | 民視   | 台灣奇案-海豐堡三絕命              | 楊天保                           |
|        | 民視   | 台灣奇案-海豐堡、海豐堡藏寶圖      | 陸岳隆                           |
|        | 民視   | 新玫瑰瞳鈴眼                       |                                  |
| 2015年 | 華視   | 一代新兵之八極少年                 | 國安局長（客串）                 |
| 2020年 | 網路劇 | 頭等艙的情人                       | 巫鳴                             |
| 2021年 | 民視   | 新台灣奇案-我有三個姓              | 包哲生                           |
| 2021年 | 民視   | 新台灣奇案-思想起                  | 余慈                             |
| 2022年 | 民視   | 新台灣奇案-無心新娘                | 包哲生                           |
| 2023年 | 民視   | 台灣傳奇-五塊寮的大嫂              | 包哲生                           |

### 電視劇（無綫電視）
| 年代   | 電視劇     | 角色 |
| ------ | ---------- | ---- |
| 1988年 | 南拳蔡李佛 | 陳享 |

### 電視劇（中國大陸）
| 年代   | 頻道     | 電視劇   | 角色     |
| ------ | -------- | -------- | -------- |
| 2014年 | 安徽卫视 | 鹿鼎记   | 馮錫范   |
| 2014年 | 湖南卫视 | 神鵰俠侶 | 耶律楚材 |
| 2016年 | 東方衛視 | 錦繡未央 | 高允     |

## 外部連結
- （日語） 孟飛城（页面存档备份，存于）（粉絲網站 1998-）由日本女歌手 K. JUNO 管理
- 孟飛胡一刀的新浪微博
- 孟飛在互联网电影资料库（IMDb）上的資料（英文）
- 孟飛在香港影庫上的簡介
- 孟飛在豆瓣上的资料（简体中文）
- 孟飛在时光网上的簡介（简体中文）